# Camillo de Lellis
Camillo de Lellis, född 25 maj 1550 i Bucchianico, död 14 juli 1614 i Rom, var en italiensk romersk-katolsk präst och ordensstiftare. Han vördas som helgon inom Romersk-katolska kyrkan, med minnesdag den 14 juli.

## Biografi
Camillos mor dog när han var mycket ung. På faderns inrådan tog han värvning och kämpade för republiken Venedig och senare för Neapel. Hans spelberoende gjorde honom nära nog utblottad och han tvingades ta jobb som daglönare vid ett kapucinkloster. Camillo blev omvänd och inträdde som novis i kapucinorden. Han led dock av variga sår på fötterna, som han hade ådragit sig vid långa vandringar i soldattjänsten. Han råddes att bege sig till Rom för att där söka medicinsk hjälp. I Rom träffade han Filippo Neri, som kom att bli hans mentor och biktfader. 
Camillo uppsökte i Rom det anrika sjukhuset Ospedale di San Giacomo degli Incurabili, där han så småningom fick anställning som sjukskötare. 1582 grundade Camillo orden Ministri degli Infermi, kamillianerna, som utöver de vanliga klosterlöftena, fattigdom, kyskhet och lydnad, även avlade ett löfte att aldrig vägra att sköta en patient hur smittsam dennes sjukdom än var.
Kamillianerna fick stor betydelse för det italienska sjukhusväsendet. Man införde bland annat individuell vård och bättre hygien.
Camillo de Lellis reliker vördas i kyrkan Santa Maria Maddalena i centrala Rom.

## Bilder
| - Skulptur föreställande Camillo de Lellis i Peterskyrkan. - Camillo de Lellis reliker i kyrkan Santa Maria Maddalena i Rom. - Kyrkan Santa Maria Maddalena i Rom – kamillianernas moderkyrka. |